# Amblyseius tyrrelli
Amblyseius tyrrelli är en spindeldjursart som beskrevs av Chant och Hansell 1971. Amblyseius tyrrelli ingår i släktet Amblyseius och familjen Phytoseiidae. Inga underarter finns listade i Catalogue of Life.